# IC 129
IC 129 — галактика типу S0-a (спіральна галактика) у сузір'ї Кит.
Цей об'єкт міститься в оригінальній редакції індексного каталогу.